# Aeropuerto de 'Eua
El Aeropuerto de ʻEua o Aeropuerto de Kaufana (código IATA: EUA, código OACI: NFTE) se encuentra en la isla 'Eua, perteneciente al Reino de Tonga. Se ubica a 3 km de la capital de la isla, 'Ohonua. 
La aerolínea nacional tongana, Real Tonga, ofrece un servicio frecuente desde Tongatapu, la principal isla del país. El vuelo dura ocho minutos, lo que lo convierte en uno de los vuelos comerciales más cortos del mundo.

## Aerolíneas y destinos
| Destino   | Nombre del aeropuerto              | Aerolínea  |
| --------- | ---------------------------------- | ---------- |
| Nukualofa | Aeropuerto Internacional Fua'amotu | Real Tonga |